# التشرد في أستراليا

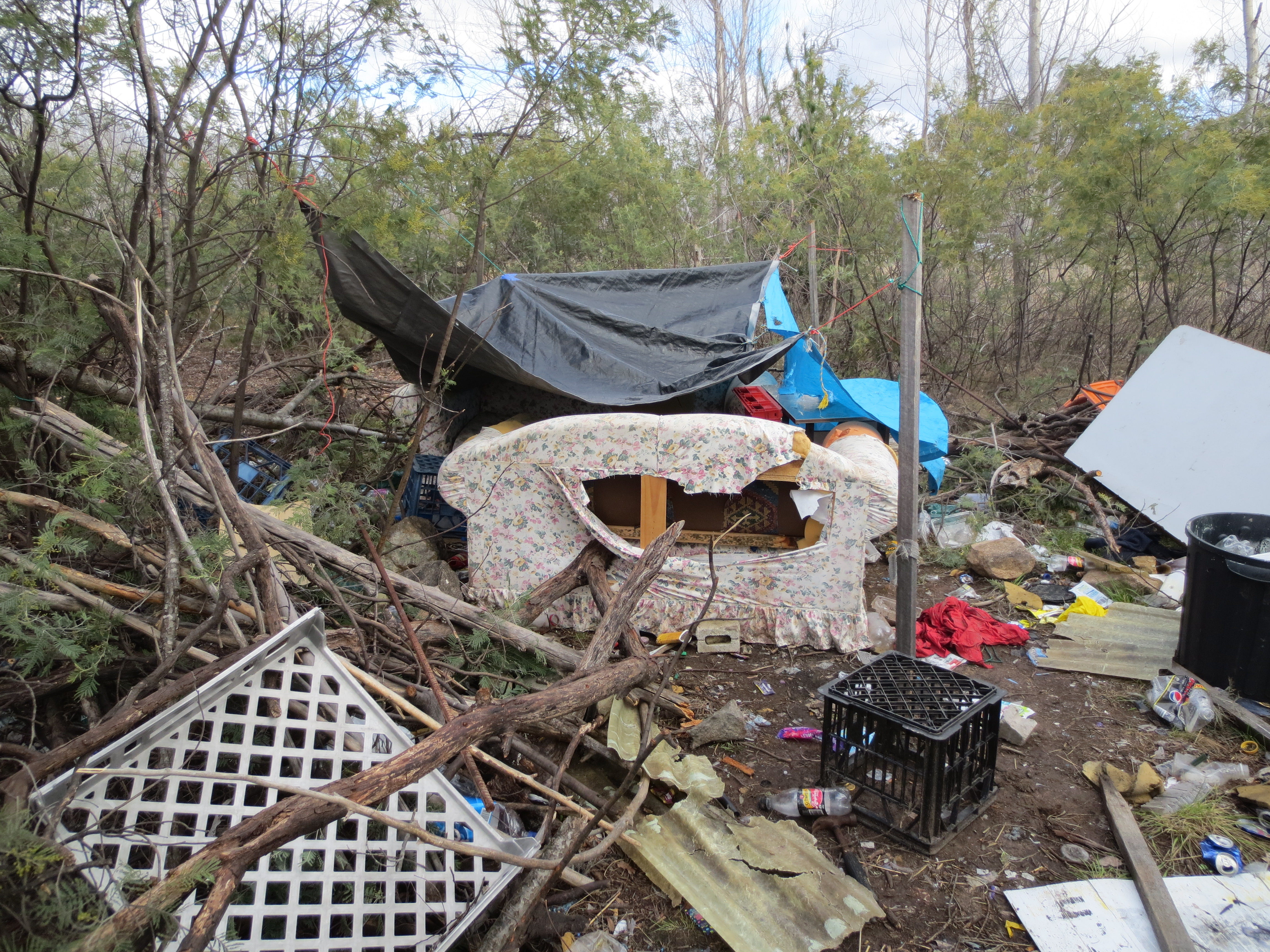
مأوي مشردين مهجور في موسن، أستراليا

التشرد في أستراليا يعد قضية اجتماعية تتعلق بعدد الأشخاص الذين يعتبرون بلا مأوى في أستراليا. ولا توجد تعريفات متفق عليها دوليًا للتشرد، ما يجعل من الصعب مقارنة مستويات التشرد عبر البلدان. ويتواجد غالبية الأشخاص الذين يعانون من التشرد على المدى الطويل في أستراليا في المدن الكبرى في سيدني وملبورن وبريزبان وبرث. وتشير التقديرات إلى أنه في أي ليلة سيكون هناك ما يقرب من 116000 شخص بلا مأوى والعديد منهم يعيشون في مساكن غير آمنة «على بعد خطوة واحدة من التشرد». وغالبًا ما يوصف الشخص الذي لا يحصل على أي مأوى بأنه نائم «دون راحة».
يعتبر الشخص مشردًا في أستراليا في حال:
- ليس لديه إمكانية الحصول على سكن لائق وآمن، أو إذا كان السكن الوحيد الذي يمكنه الحصول عليه يضر بصحته، أو من المحتمل أن يضر بها.
- هو الذي يعيش في ظروف تهدد أو تؤثر سلبًا على كفاءة منزله أو سلامته أو أمنه أو القدرة على تحمل تكاليفه.
- لا يتمتع بأمن الامتلاك - أي ليس لديه حق قانوني في استمرار سكن منطقة معيشته.

## أرقام التشرد في تعداد 2011
كان هناك 105.237 شخصًا يعانون من التشرد في أستراليا ليلة التعداد في عام 2011. وهذا يعادل 1 من كل 200 أسترالي، ويمثل زيادة بنسبة 17% عن تعداد عام 2006، مع زيادة معدل التشرد من 45 لكل 10000 إلى 49 لكل 10000 أو زيادة في النسبة المئوية للسكان بنسبة 0.04%.
يجري تصنيف الأشخاص الذين لا مأوى لهم في أستراليا إلى واحدة من ست فئات. وهذه هي:
- مساكن مرتجلة، أو خيام، أو ينامون في الخارج.
- السكن المدعوم.
- الأشخاص الذين يقيمون مع أسر أخرى.
- منازل خشبية.
- مساكن مؤقتة أخرى.
- مساكن شديدة الازدحام.

56% من الأشخاص الذين عانوا من التشرد في ليلة التعداد كانوا من الذكور و44% من الإناث. وقد كان السكان الأصليون وسكان جزر مضيق توريس الأستراليون ممثلين بشكل كبير في بيانات التشرد الذين يشكلون 25% من السكان المشردين، مقارنة بنحو 2.5% من السكان الأستراليين، و30% ممن يعانون من التشرد ولدوا في الخارج فوق نسبة السكان الأستراليين.
من عام 2006 حتى عام 2011 انخفض عدد الأشخاص الذين ينامون في حالة «غير مريحة» من 9% من السكان المشردين إلى 6%. كما كانت هناك زيادة كبيرة (23%) في عدد الأشخاص المقيمين في خدمات التشرد.

## أرقام التشرد في تعداد 2016
قفز عدد الأشخاص الذين لا مأوى لهم في أستراليا بأكثر من 15000 - أو 14 في المئة - في السنوات الخمس حتى عام 2016 وفقًا لبيانات التعداد. وقال مكتب الإحصاء الأسترالي (إيه بي إس) إن 116 ألف شخص كانوا بلا مأوى ليلة التعداد في عام 2016، وهو ما يمثل 50 شخصًا بلا مأوى لكل 10000.

## الأسباب
تتنوع أسباب التشرد وتتعدد وطريق كل فرد إلى التشرد مختلف وفريد من نوعه. وبعض الأسباب الأخرى للتشرد هي الإدمان، والأمراض العقلية، والخروج من الرعاية (نظام الرعاية البديلة أو نظام السجون)، والحواجز التي تواجه اللاجئين، والديون، والإعاقة، والبطالة، ونقص الدعم، والقائمة السوداء، والفقر، والطرد من المنزل. كما أن هناك عددًا من الأشخاص الذين لا مأوى لهم بإرادتهم أو يكتفون بالعيش في الهواء الطلق. كان بعض المشردين الحاليين في أستراليا في السابق في مؤسسات سكنية واسعة النطاق للمرضى العقليين. وبدأت الرعاية غير المؤسسية للأشخاص المصابين بأمراض عقلية في أستراليا خلال الثمانينيات من القرن العشرين، ويعيش معظمهم الآن في المجتمع العام.

### التكاليف
تشير التقديرات إلى أن شخصًا واحدًا بلا مأوى يكلف الحكومة 30 ألف دولار سنويًا.

## الاستجابات الحكومية

### الطريق إلى السكن – الورقة البيضاء للحكومة الفيدرالية
جرى إطلاق مشروع الطريق إلى السكن من قبل رئيس الوزراء السابق كيفن رود في ديسمبر عام 2008. ويضع هذا المستند التعريفي التمهيدي هدفًا طموحًا لخفض نسبة التشرد إلى النصف بحلول عام 2020 وتقديم سكن مدعوم لجميع الأشخاص الذين ينامون في ظروف غير مريحة والذين يحتاجون إليها. وعند إطلاق الورقة البيضاء قال كيفن رود مشيرًا إلى 105000 شخص بلا مأوى في أستراليا «لا ينبغي لدولة مثل هذه أن تعاني من هذه المشكلة الكبيرة جدًا وطويلة الأمد دون معالجة، فقد حان الوقت لإيجاد حل لائق لهذه المشكلة التي خيمت علينا لفترة طويلة».
يركز الطريق إلى السكن الجهود والاستثمارات المستقبلية في ثلاث استراتيجيات:
1. معالجة مصدر المشكلة: خدمات التدخل المبكر لمنع التشرد.
2. تحسين وتوسيع الخدمات التي تهدف إلى إنهاء التشرد: ضمان أن تكون الخدمات أكثر ارتباطًا وتكاملًا واستجابة لتحقيق إسكان مستدام وتحسين المشاركة الاجتماعية والاقتصادية وإنهاء التشرد لعملائها.
3. كسر الحلقة: ضمان قدرة الأشخاص الذين أصبحوا بلا مأوى على التحرك بسرعة خلال نظام الأزمة إلى مساكن مستقرة مع الدعم الذي يحتاجون إليه حتى لا يتكرر التشرد.

لم يجري تنفيذ مشروع الطريق إلى السكن بعد الإطاحة بحكومة رود. وفي عام 2019 قبل إطلاق الفيلم الوثائقي الحياة بعد الواحة نشرت اللجنة الوطنية للشباب بطاقة التقرير التي تظهر فقط البداية للعمل المطلوب للحد من تشرد الشباب في أستراليا.

### الإسكان الميسر
تحدد الاتفاقية الوطنية للإسكان الميسر (إن إتش إن إيه) التابعة لمجلس الحكومات الأسترالية خدمات الإسكان والتشرد للكومنولث والولايات والأقاليم وتقيسها، وهي تخضع لأحكام الاتفاقية الحكومية الدولية للعلاقات المالية الفيدرالية. في عام 2008 أعلن رود أن الاتفاقية الوطنية للإسكان الميسر «ستوفر المزيد من المساكن طويلة الأمد للأستراليين الذين لا مأوى لهم، والمزيد من الإسكان العام والمجتمعي وبناء وتجديد المساكن المكتظة بالسكان الأصليين الأستراليين الذين يعيشون في المناطق النائية». تشمل الاتفاقية الوطنية للإسكان الميسر: الإسكان الاجتماعي؛ ومساعدة الناس في سوق الإيجار الخاص؛ ودعم وإيواء الأشخاص المشردين أو المعرضين للتشرد؛ والمساعدة في شراء المنازل. والعمل على تحسين التنسيق عبر البرامج المتعلقة بالإسكان للاستفادة بشكل أفضل من المخزون الحالي والأصول الحكومية غير المستغلة بالكامل وتحقيق تكامل أفضل بين خدمات الإسكان والخدمات البشرية، بما في ذلك خدمات الصحة والإعاقة. وخفض معدل التشرد.

### اتفاقية الشراكة الوطنية بشأن التشرد
منذ عام 2008 جرى تشكيل اتفاقية الشراكة الوطنية بشأن التشرد للسماح لحكومة الكومنولث بتقديم تمويل مطابق لمئات خدمات التشرد. واستجابةً للتمويل الفيدرالي تتطابق الولايات والأقاليم عادةً مع مساهمة الكومنولث. يبلغ إجمالي تمويل اتفاقية الشراكة الوطنية بشأن التشرد نحو 250 مليون دولار سنويًا والتي يجري توجيهها إلى نحو 800 خدمة للتشرد في جميع أنحاء أستراليا.
في عام 2016، بدأت خدمات التشرد في جميع أنحاء أستراليا حملة #SaveNPAH لضمان قيام الحكومة الأسترالية بتجديد حزمة التمويل بعد عام 2017. وذكرت الخدمات أنه دون التمويل ستضطر إلى تقليص البرامج الأساسية وسيصبح آلاف الأستراليين بلا مأوى. نجحت حملة #SaveNPAH جزئيًا، حيث التزمت الحكومة الأسترالية بتمديد التمويل لمدة عام واحد.